# Dermott (Arkansas)
Dermott est une municipalité du comté de Chicot, dans l’État de l’Arkansas aux États-Unis.

## Démographie
| 1900 | 1910  | 1920  | 1930  | 1940  | 1950  |
| ---- | ----- | ----- | ----- | ----- | ----- |
| 467  | 1 662 | 2 330 | 2 942 | 3 083 | 3 601 |

| 1960  | 1970  | 1980  | 1990  | 2000  | 2010  |
| ----- | ----- | ----- | ----- | ----- | ----- |
| 3 665 | 4 250 | 4 731 | 4 715 | 3 292 | 2 316 |